# Todd Schorr
Todd Schorr (9 de enero de 1954) es un artista estadounidense y uno de los prominentes miembros del movimiento artístico "Lowbrow art" o surrealismo pop. La combinación de una historieta influenciada de un vocabulario visual con una capacidad de técnica muy pulida, con base en los métodos exigentes de viejos maestros de la pintura, Schorr teje narraciones complejas que a menudo mordaz pero humorística en su comentario sobre la condición humana.

## Biografía
Mientras crecía como un niño en Nueva Jersey , Schorr mostró una compulsión para dibujar a una edad temprana y se inscribió en clases de arte por la mañana del sábado a la edad de cinco años. Profundamente afectado por las películas de fantasía, como el clásico de 1933 King Kong y los dibujos animados iniciales de Walt Disney y Max Fleischer, su influencia, junto con los cómics como Mad tendría un efecto duradero en el vocabulario visual de Schorr en vías de desarrollo.
Durante su visita a la Galería Uffizi en Italia en un viaje a Europa en el verano de 1970, Schorr comenzó a formular su idea de combinar su amor por los dibujos animados con las técnicas de los viejos maestros.
En 1972 ingresó en la Philadelphia College of Art (nombre actual "University of the Arts") queriendo ser pintor pero se le aconsejó seguir la ilustración. Schorr comenzó a trabajar ilustración profesional cuando aún estaba en la universidad, y poco después de graduarse en 1976, se trasladó a Nueva York donde produjo obras de los proyectos incluidos portadas de discos de AC/DC, carteles de la película de George Lucas y Francis Ford Coppola , y fundas para la revista Time que ahora residen en la colección permanente de la Smithsonian National Portrait Gallery en Washington D. C.
En 1985 Schorr comenzó a hacer un esfuerzo concentrado para romper con la ilustración y la pintura centrándose en obras de arte. Fue invitado a mostrar el trabajo en 1986 en la exposición histórica de American Pop Culture Images Today en el Museo del Louvre en Tokio, Japón, junto con artistas notables como Robert Williams, Suzanne Williams, Neon Park, Zoell Bob Deen Georganne, Mark Mothersbaugh, Gary Panter, y su esposa Kathy Staico Schorr, que en gran parte, impulsó a la "Lowbrow"y el movimiento Pop Surrealista. Schorr comenzó a exponer en muestras colectivas, pero por el momento de su exposición individual de enorme éxito por primera vez en 1992 en la Tamara Bane Gallery en Los Ángeles que había roto todos los vínculos con la ilustración. Schorr se trasladó con su esposa a Los Ángeles en 1999. El llamado "Lowbrow" movimiento artístico que él y sus contemporáneos ayudó a formar hace casi 25 años es ahora un fenómeno global.
El trabajo de Schorr en 2008 se presentó en el Laguna Art Museum, como parte de In the Land of Retinal Delights: The Juxtapoz Factor. Su obra también ha sido exhibida en tres carreras retrospectivas hasta la fecha: Secret Mystic Rites 2001, Art and Culture Center of Hollywood, Florida, American Surreal de 2009, San Jose Museum of Art, San José, California, y Designed for Extinction de 2010, Otis Ben Maltz Gallery, Los Ángeles, CA.
El trabajo de Schorr ha aparecido en numerosos libros y publicaciones periódicas en las artes como en la revista Juxtapoz, así como el documental The Treasures of Long Gone John. Tres monografías sobre su obra, Secret Mystic Rites (1998), Dreamland (2004), y American Surreal han sido publicadas por Last Gasp.

## Clash of Holidayscontroversia en Florida
Clash of Holidays causó un escándalo cuando se exhibió en 2002, cuando los líderes civiles del Sur de la Florida acusaron de blasfemia a Schorr, otros plantearon esto como un problema sobre la libertad artística.
Una retrospectiva de Schorr titulado, Secret Mystic Rites: Todd Schorr Retrospective, fue organizado por el Art and Culture Center of Hollywood, Florida, del 14 de diciembre de 2001 al 17 de febrero de 2002. Una gran controversia se produjo de inmediato debido al museo de la invition para la exposición que se muestra de Shorr de la pintura Clash of Holidays. "Los directores del museo enviaron por correo más de 4.000 tarjetas postales que muestran Clash of Holidays. El escándalo comenzó allí. Clash of Holidays representa a Santa Claus y el Conejo de Pascua enzarzados en un combate mortal. Santa blandiendo un hacha. El conejo tiene un cuchillo . Rudolph, el reno de la nariz roja y el Niño Jesús, que está comiendo una oreja de un conejo de chocolate, una pausa".
"Fue solo una broma, de verdad, como muchas de mis pinturas que se burlan de las cosas, comenta Schorr, quien completó la obra en 2000, luego lo vendió a Courteney Cox Arquette, del show de televisión Friends. " En un principio, " Los líderes de Art and Culture Center of Hollywood habían decidido acabar con la pintura que había dibujado, por llamadas telefónicas desagradables, correos electrónicos, y las críticas de la Comisión de la Ciudad. " La controversia se calmó después de las reuniones entre, estatales y locales , y los funcionarios del museo sobre los derechos del artista, la libertad de expresión y la censura.

## The Treasures of Long Gone John
En 2006 , un documental de larga duración titulado The Treasures of Long Gone John, fue publicado. La película se describe como "Una crónica del arte excéntrico y obsesiones musicales del productor independiente y auto-descrito" anti-magnate, "Long Gone John". La película cuenta con Schorr, Long Gone John y otros artistas Lowbrow, ya que narra la evolución de la pintura A Pirate's Treasure Dream usando la fotografía de lapso de tiempo.

## American Surreal
Schorr se le dio una retrospectiva de su carrera titulado "American Surreal"(Surrealismo Americano) en el San Jose Museum of Art en San Jose, CA, desde el 20 de junio hasta el 16 de septiembre de 2009. La exposición abarcó la totalidad del espacio del primer piso de exhibición del museo y mostró el trabajo de Todd desde mediados de la década de 1980 a través de sus dos más recientes pinturas, "The World We Live In" y "When Fairy Tales Collide" (El mundo en que vivimos y cuando chocan cuentos de hadas), que se terminaron a principios de 2009. La retrospectiva fue acompañado por un tercer libro de la obra Schorr, también titulado American Surreal, publicado por Last Gasp.

## Obras de Arte seleccionadas
- 2009 The World We Live In (acrílico sobre lienzo, 84 "x 38")
- 2008 Ape Worship (acrílico sobre lienzo, 96 "x 120")
- 2006 A Pirate’s Treasure Dream (acrílico sobre lienzo, 72 "x 96")
- 2002 Into the Valley of Finks and Weirdos (acrílico sobre lienzo, 60 "x 84")
- 2000 The Spectre of Cartoon Appeal (acrílico sobre lienzo, 60 "x 84")
- 2000 The Spectre of Monster Appeal (acrílico sobre lienzo, 60 "x 84")

## Exposiciones
- 1986 American Pop Culture Images Today, LaForet Museum Archivado el 9 de marzo de 2010 en Wayback Machine., Tokio, Japón
- 1988 Sideshow, Tamara Bane Gallery, Los Angeles, CA
- 1988 Summer Solution, Psychedelic Solution, New York, NY
- 1992 Todd Schorr: New Paintings, Tamara Bane Gallery, Los Angeles, CA
- 1993 Graf/X, Bess Cutler Gallery, New York, NY
- 1994 Todd Schorr: New Works, Tamara Bane Gallery, Los Angeles, CA
- 1997 Recent Works, Merry Karnowsky Gallery, Los Angeles, CA
- 1998 Plundered Obsessions, Merry Karnowsky Gallery, Los Angeles, CA
- 2000 Spectre of Influence, Merry Karnowsky Gallery, Los Angeles, CA
- 2002 Secret Mystic Rites: Todd Schorr Retrospective, Art and Culture Center of Hollywood, Hollywood, FL
- 2003 An Alien in the Land of Make Believe, Merry Karnowsky Gallery, Los Angeles, CA
- 2005 The Golden Age of Hypocrisy, Jonathan LeVine Gallery, New York, NY
- 2006 Suggested Reality, Mondo Bizzarro Gallery, Rome, Italy
- 2009 The World We Live In, Merry Karnowsky Gallery, Los Angeles, CA
- 2009 American Surreal (retrospective), San Jose Museum of Art, San Jose, CA
- 2010 Art From the New World, Bristol City Museum and Art Gallery|Bristol City Museum & Art Gallery, Bristol, England
- 2010 Designed for Extinction (retrospective), Otis Ben Maltz Gallery, Los Angeles, CA

## Publicaciones
- American Surreal, Last Gasp, (2009).
- Dreamland, Last Gasp, (2004).
- Secret Mystic Rites, Last Gasp, (1998).